# McLaren MP4-28
De McLaren MP4-28 is een Formule 1-auto, die in 2013 wordt gebruikt door het Formule 1-team van McLaren.

## Onthulling
De auto werd in Woking op 31 januari 2012 onthuld. De auto wordt bestuurd door voormalig wereldkampioen Jenson Button en nieuwkomer Sergio Pérez, die overkwam van Sauber nadat Lewis Hamilton een contract tekende bij Mercedes GP.

## Resultaten
| Resultaat                       |
| ------------------------------- |
| Winnaar                         |
| Tweede plaats                   |
| Derde plaats                    |
| Gefinisht (punten behaald)      |
| Gefinisht (geen punten behaald) |
| Niet geklasseerd (NC)           |
| Uitgevallen (DNF)               |
| Niet gekwalificeerd (DNQ)       |
| Gediskwalificeerd (DSQ)         |
| Niet gestart (DNS)              |
| Gewond (INJ)                    |
| Uitgesloten (EX)                |
| Teruggetrokken (WD)             |
| Niet deelgenomen (blanco cel)   |
| P Pole position                 |
| S Snelste ronde                 |

| Jaar | Chassis | Motor                        | Banden | Coureurs      | 1   | 2   | 3   | 4   | 5   | 6   | 7   | 8   | 9   | 10  | 11  | 12  | 13  | 14  | 15  | 16  | 17  | 18  | 19  | Punten | WK-plaats |
| ---- | ------- | ---------------------------- | ------ | ------------- | --- | --- | --- | --- | --- | --- | --- | --- | --- | --- | --- | --- | --- | --- | --- | --- | --- | --- | --- | ------ | --------- |
| 2013 | MP4-28  | Mercedes-Benz FO 108F 2.4 V8 | P      |               | AUS | MAL | CHN | BHR | ESP | MON | CAN | GBR | GER | HUN | BEL | ITA | SIN | KOR | JPN | IND | ABU | USA | BRA | 122    | 5e        |
| 2013 | MP4-28  | Mercedes-Benz FO 108F 2.4 V8 | P      | Jenson Button | 9   | 17† | 5   | 10  | 8   | 6   | 12  | 13  | 6   | 7   | 6   | 10  | 7   | 8   | 9   | 14  | 12  | 10  | 4   | 122    | 5e        |
| 2013 | MP4-28  | Mercedes-Benz FO 108F 2.4 V8 | P      | Sergio Pérez  | 11  | 9 S | 11  | 6   | 9   | 16† | 11  | 20† | 8   | 9   | 11  | 12  | 8   | 10  | 15  | 5   | 9   | 7   | 6   | 122    | 5e        |

Red Bull RB9 ·
Ferrari F138 ·
McLaren MP4-28 ·
Lotus E21 ·
Mercedes F1 W04 ·
Sauber C32 ·
Force India VJM06 ·
Williams FW35 ·
Toro Rosso STR8 ·
Caterham CT03 ·
Marussia MR02